# Linea 2 (programma televisivo)
Linea 2 è stato un programma televisivo italiano andato in onda nel 2012 su Italia 2.

## Il programma
Si definiva una linea underground, in pratica un contenitore in cui venivano trasmessi filmati di documentari, videoclip autoprodotti di gruppi e cantanti, arte o videoarte e cortometraggi realizzati da professionisti, semi-professionisti e semplici amatori. Ogni puntata presentava un filo conduttore, sotto forma di idea o tema, che legava i vari video proposti.
Il programma, condotto dal conduttore Paolo De Santis, era strutturato in varie "stazioni": Volounteers Square proponeva filmati e video che raccontano esperienze di vita e l'attività di diverse associazioni di volontariato; Docks Station permetteva di seguire vari documentari; Music Park trasmetteva videoclip di gruppi emergenti, più o meno noti nel panorama underground; ShortList Gate conteneva cortometraggi; 2nd BoulevArt trattava di arte e videoarte; Speech Corner era invece uno spazio libero a disposizione di chiunque abbia qualcosa da dire.